# Vilsecker Mulde
Vilsecker Mulde este o arie protejată (arie de protecție specială avifaunistică — SPA) din Germania întinsă pe o suprafață de 915,24 ha, integral pe uscat.

## Localizare
Centrul sitului Vilsecker Mulde este situat la coordonatele 49°37′39″N 11°51′13″E / 49.6275°N 11.8536°E.

## Înființare
Situl Vilsecker Mulde a fost declarat arie de protecție specială avifaunistică în septembrie 2006 pentru a proteja 24 de specii de animale.

## Biodiversitate
Situată în ecoregiunea continentală, aria protejată nu include niciun habitat protejat.
La baza desemnării sitului se află mai multe specii protejate de  păsări (24): lăcar-de-lac (Acrocephalus scirpaceus), pescăruș albastru (Alcedo atthis), rață mică (Anas crecca crecca), fâsă de luncă (Anthus pratensis), buhai de baltă (Botaurus stellaris stellaris), barză albă (Ciconia ciconia ciconia), barză neagră (Ciconia nigra), prepeliță (Coturnix coturnix), cristeiul de câmp (Crex crex), șoimul rândunelelor (Falco subbuteo), becațină comună (Gallinago gallinago), codalb (Haliaeetus albicilla), sfrâncioc roșiatic (Lanius collurio), gușă albastră (Luscinia svecica), vultur pescar (Pandion haliaetus), viespar (Pernis apivorus), ciocănitoare verzuie (Picus canus), cresteț pestriț (Porzana porzana), Rallus aquaticus aquaticus, pițigoi-pungar (Remiz pendulinus), mărăcinar (Saxicola rubetra), Tachybaptus ruficollis ruficollis, fluierarul de zăvoi (Tringa ochropus), nagâț (Vanellus vanellus).